# Acacia implexa
Acacia implexa är en ärtväxtart som beskrevs av George Bentham. Acacia implexa ingår i släktet akacior, och familjen ärtväxter. Inga underarter finns listade i Catalogue of Life.

## Bildgalleri

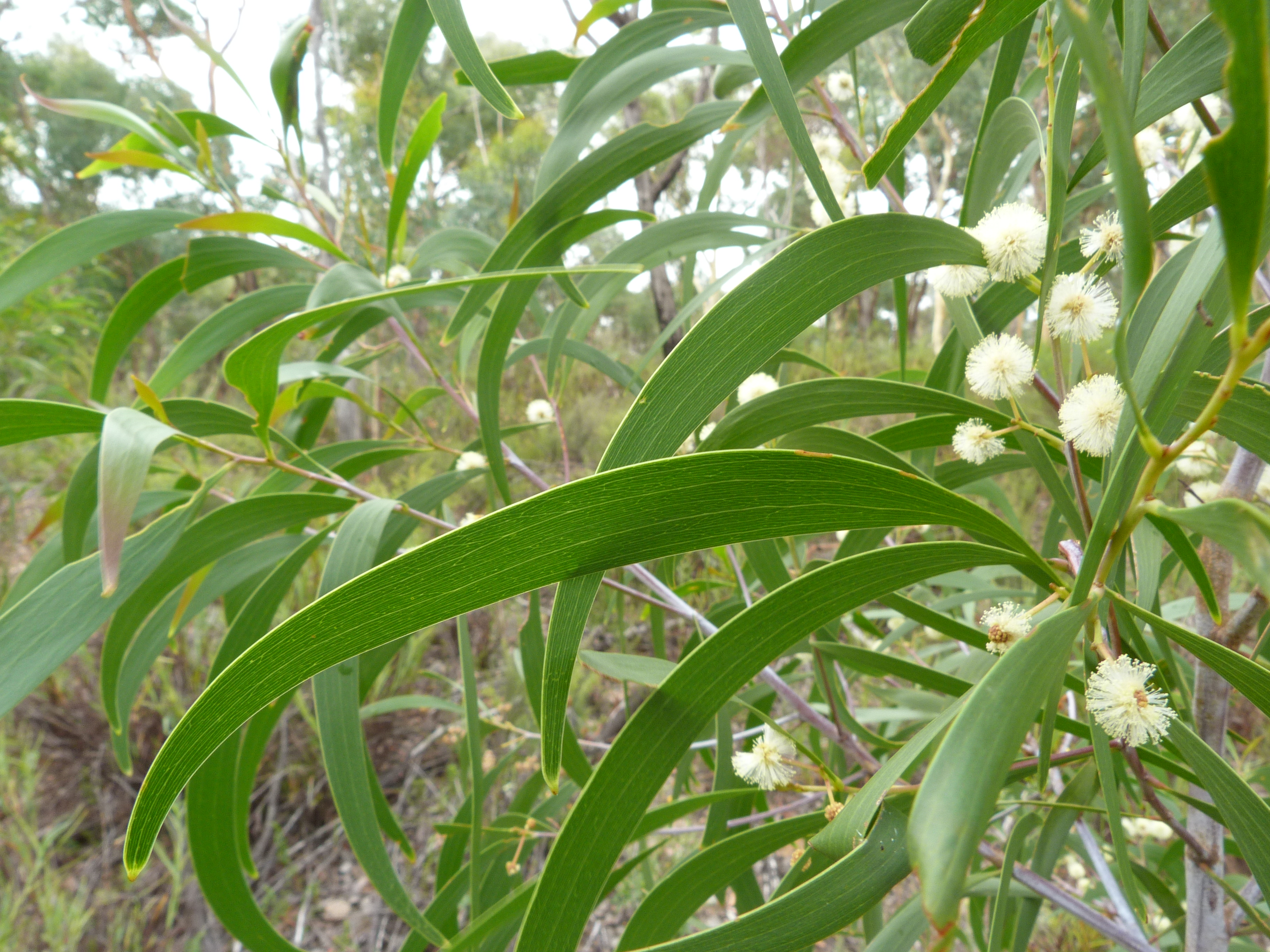
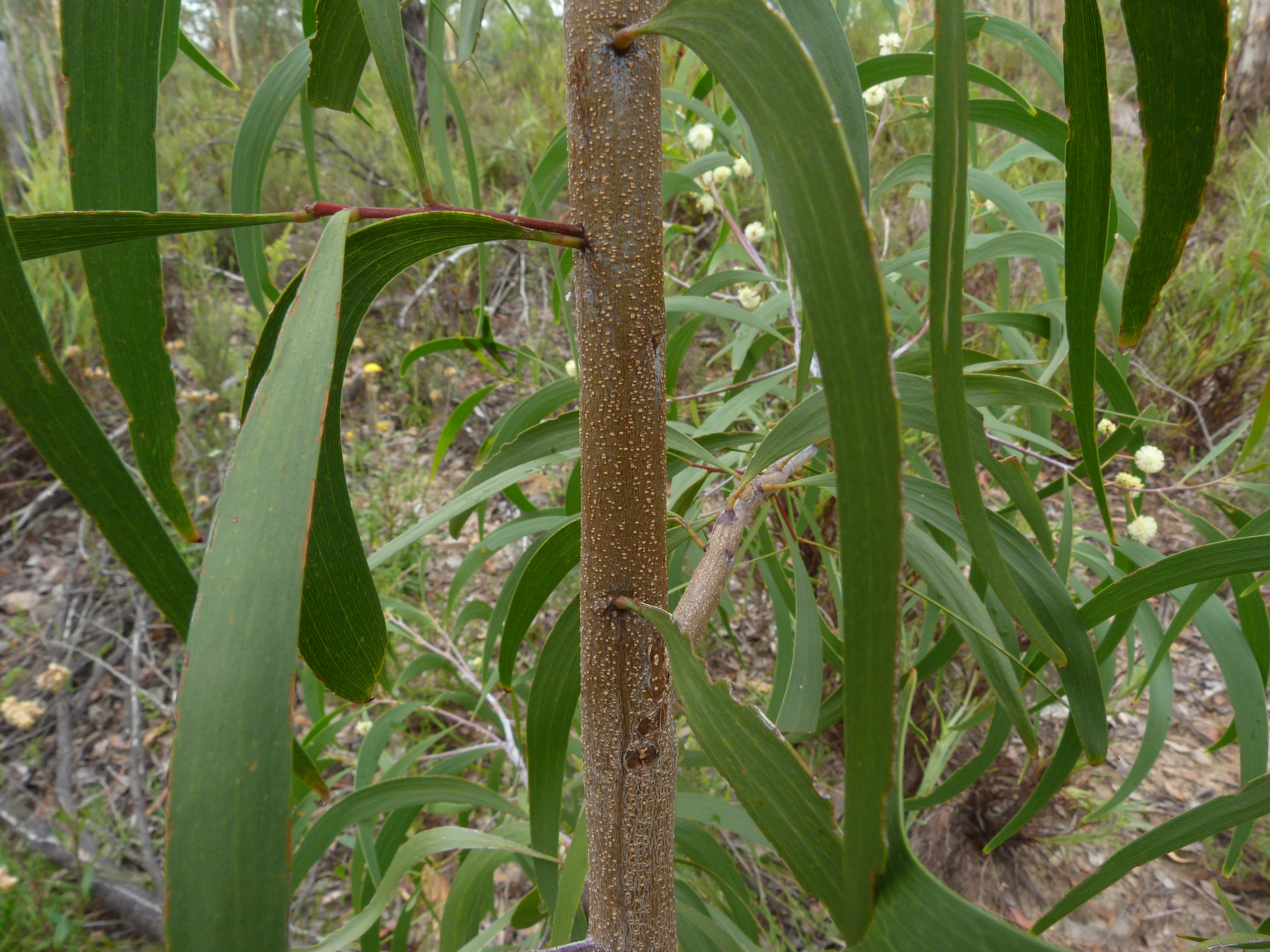
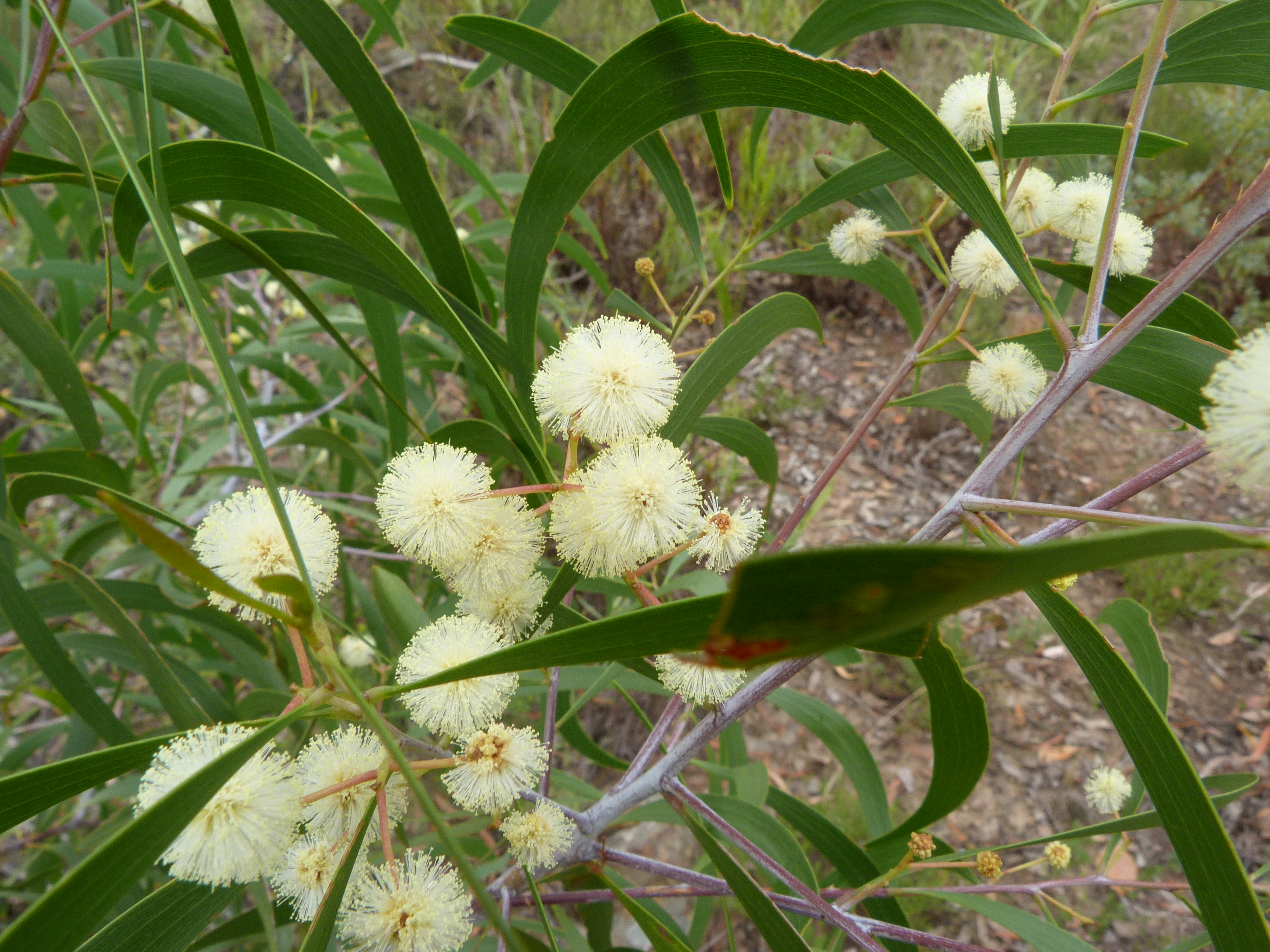
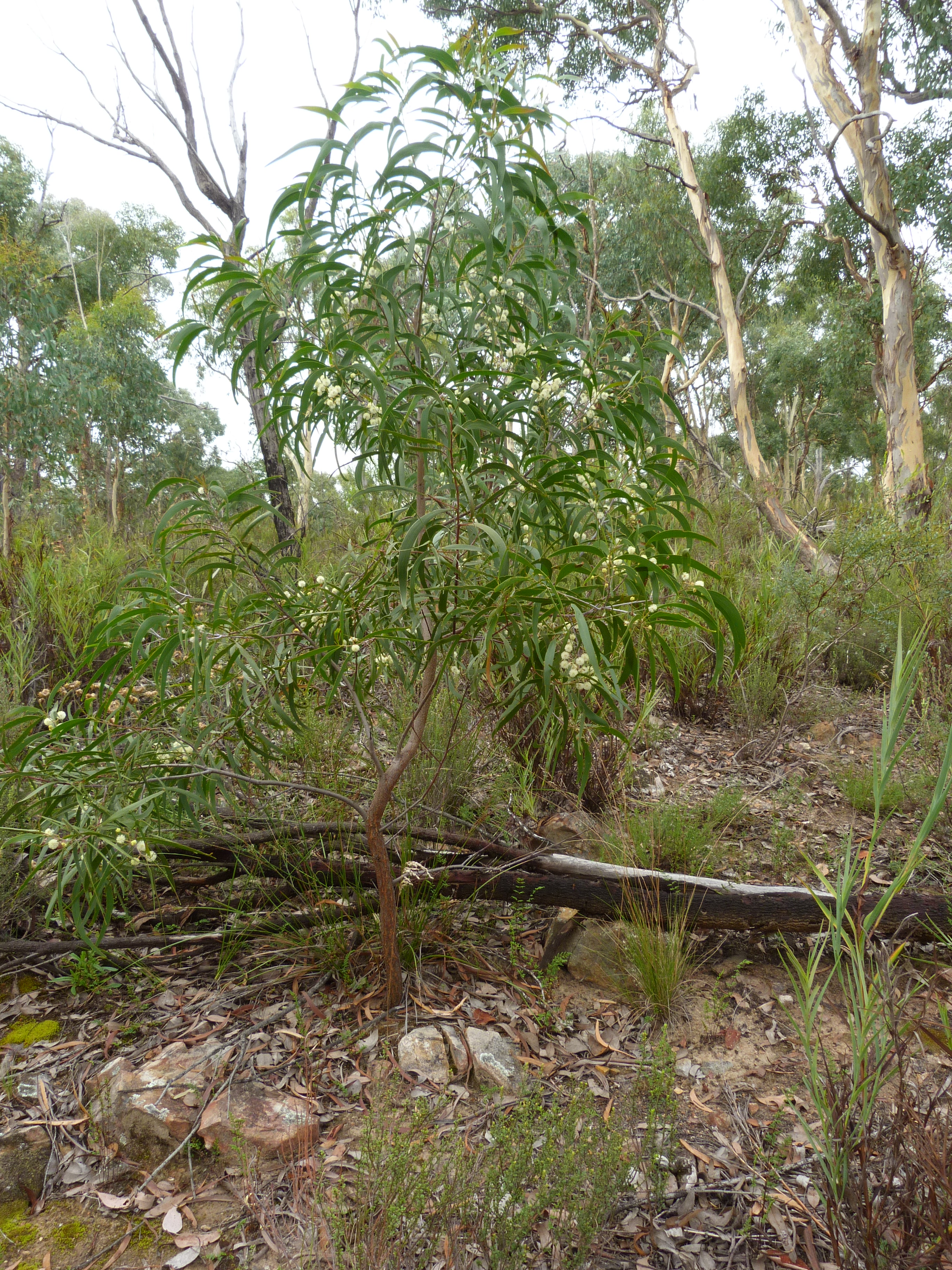